# (33297) 1998 KW44
1998 KW44 (asteroide 33297) é um asteroide da cintura principal. Possui uma excentricidade de 0.11305030 e uma inclinação de 13.25649º.
Este asteroide foi descoberto no dia 22 de maio de 1998 por LINEAR em Socorro.